# Trancefer
Albums de Klaus Schulze
Dig It
(1980) Audentity
(1983)
Trancefer est le quatorzième album de Klaus Schulze, édité en 1981 puis ré-édité en 2006. C'est le deuxième album de Klaus Schulze sur lequel on peut entendre des instruments numériques, le plus court avec 37 minutes et 23 secondes et le premier disque sorti sur son propre label IC (Innovative Communication).
Il est accompagné par le violoncelliste Wolfgang Tiepold et le percussionniste Michael Shrieve. Trancefer est différent des productions de Klaus Schulze des années 70, le son est haché, métallique et froid (synthétiseurs numériques). Schulze utilise également un synthétiseur Yamaha CS-80.
Sur la ré-édition de 2006, les deux morceaux originaux sont présents dans une autre version, enregistrés en 33-Halfspeed pour le premier et en 45RPM pour le deuxième. 

## Titres
Tous les titres ont été composés par Klaus Schulze.
| No | Titre                         | Durée |
| -- | ----------------------------- | ----- |
| 1. | A Few Minutes After Trancefer | 18:20 |
| 2. | Silent Running                | 18:57 |

## Artistes
- Klaus Schulze – Synthétiseurs.
- Michael Shrieve  - Percussions.
- Wolfgang Tiepold - Violoncelle.